# Isohypsibius nipponicus
Isohypsibius nipponicus är en djurart som tillhör fylumet trögkrypare, och som beskrevs av Fusa Sudzuki H. 1975. Isohypsibius nipponicus ingår i släktet Isohypsibius och familjen Hypsibiidae. Inga underarter finns listade i Catalogue of Life.